# Rolf Nordhagen
Rolf Nordhagen (21 de octubre de 1894 - 8 de marzo de 1979) fue un botánico noruego. Fue profesor de botánica sistemática y fitogeografía en el Museo de Bergen entre 1925 a 1945; y en la Universidad de Oslo de 1946 a 1965.

## Algunas publicaciones

### Libros
- 1943. Sikilsdalen og Norges fjellbeiter: En plantesosiologisk monografi av Rolf Nordhagen (Sikilsdalen y Noruega de los pastos de montaña: una monografía de fitosociología de Rolf Nordhagen. Ed. A. S John Griegs Boktrykkeri. 1.607 pp.
- Knut Fægri, Olav Gjærevoll, Johannes Lid, Rolf Nordhagen. 1960. Maps of Distribution of Norwegian Vascular Plants. Ed. Oslo University Press. 134 pp.

## Honores
Fue elegido en 1956, como miembro extranjero de la Real Academia de las Ciencias de Suecia.